# Eremo di Santa Maria della Ritornata
L'eremo di Santa Maria della Ritornata, detto anche santuario della Madonna del Monte, è un luogo di culto situato nel comune di Civita d'Antino (AQ) in Abruzzo.

## Storia
Il nucleo originario dell'eremo di Civita d'Antino risale con ogni probabilità al XII secolo. La cappella risulta citata nella bolla pontificia del 1183 di Papa Lucio III come "Santa Maria de Tornaro". In alcuni documenti e inventari ecclesiastici del XVI secolo viene citata come "ecclesia di S. Mariae de Tornara" e "S. Mariae de Tornata". Infine tra il Cinquecento e il Seicento appare come chiesa di Santa Maria della Ritornata. Il nome della piccola chiesa, secondo una leggenda, deriverebbe dalla scomparsa dell'icona della Madonna del Monte che sarebbe successivamente ricomparsa, da cui l'appellativo "ritornata". Questo evento avrebbe favorito la crescita del culto tra gli abitanti del borgo sottostante.
L'edificio nel corso dei secoli è stato più volte restaurato, per via anche della sua posizione e dell'addossamento alle rocce della struttura. Nei primi anni del Settecento il vescovo di Sora, mons. Matteo Gagliani fece effettuare i lavori di rimaneggiamento e consolidamento delle pareti con il rifacimento del tetto.
Alla fine del XVIII secolo la chiesa, di nuovo ridotta in pessimo stato, fu abbandonata anche a causa della pericolosità del sentiero di contrada Serra Lunga. Il quadro, probabilmente duecentesco, raffigurante la Madonna, riporta la data del 1421 che forse è riferito all'anno di un restauro. Nel 1769 fu spostato in modo permanente nella chiesa parrocchiale di Santo Stefano. 
Prima del terremoto della Marsica del 1915 il parroco di Civita d'Antino fece realizzare una copia fedele dell'opera originale. L'autore della copia fu Daniel Hvidt della scuola estiva dei pittori danesi, mentre una copia diversa dall'icona originale fu realizzata da Kristian Zahrtmann e successivamente collocata nella chiesa danese di Søborg (Gribskov), nei pressi di Copenaghen. Al termine della seconda guerra mondiale partirono i nuovi lavori di messa in sicurezza del sentiero e di recupero architettonico della chiesa e del romitorio che terminarono negli anni sessanta del Novecento. 
Negli anni ottanta sono stati restaurati gli affreschi della cappella.

## Descrizione
Chiesa e romitorio sono situati nel territorio montuoso del versante rovetano della Serra Lunga, tra Civita d'Antino e Morrea, in Abruzzo. 
Il romitorio è addossato alla roccia e si compone di due piani, ognuno con tre stanze. Nella lunetta che sovrasta l'ingresso c'è l'antico affresco in cui è raffigurata la Madonna. All'ingresso della chiesetta si trova una statua lignea che potrebbe rappresentare san Lidano, abate benedettino originario di Civita d'Antino e vissuto tra l'XI e il XII secolo, oppure san Barnaba. La cappella di piccole dimensioni presenta un'abside decorata da affreschi raffiguranti Cristo Redentore, gli angeli e gli apostoli.

## Accessibilità
L'eremo è raggiungibile dal comune di Civita d'Antino (uscita Civita d'Antino-Morino della strada statale 690 Avezzano-Sora). Dalla fonte del lavatoio, all'ingresso del borgo, si percorre a piedi il sentiero della contrada di Serra Lunga, attraversando le località di Fonte Murata, Colle Rivolano, Sant'Elmo e il vallone di Santa Maria. L'eremo è posizionato a mezza costa su una parete rocciosa.